# Togliatti-oppervlak

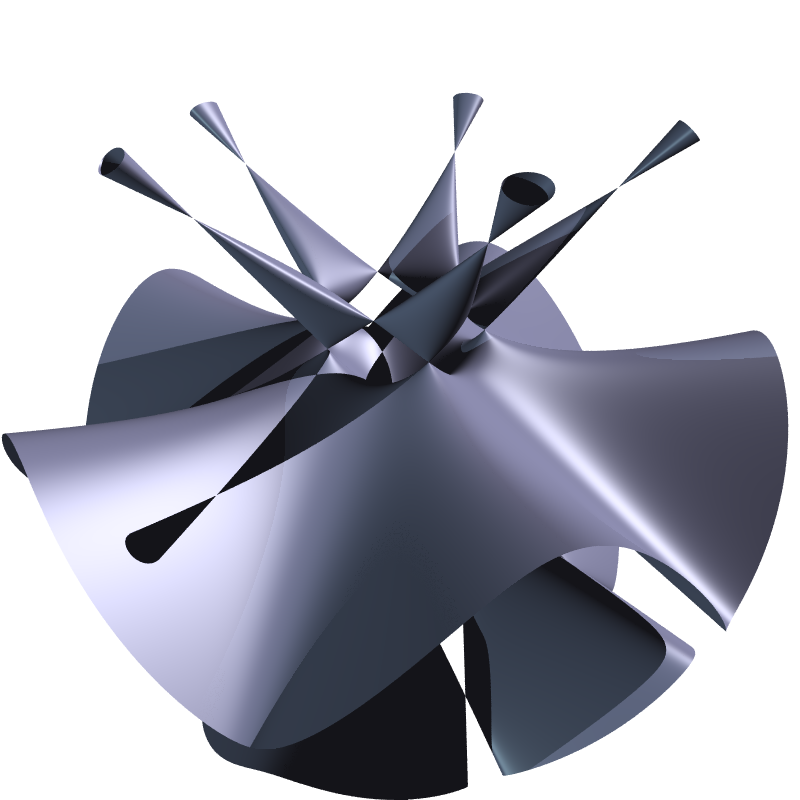
Het oppervlak met w=1 (begrensd door een sfeer met straal=6).

In de algebraïsche meetkunde, een deelgebied van de wiskunde, is een Togliatti-oppervlak een algebraïsch oppervlak van graad vijf met 31 knooppunten. De eerste voorbeelden werden in 1940 geconstrueerd door de Italiaanse wiskundige Eugenio G. Togliatti. 